# Bertram Goodhue

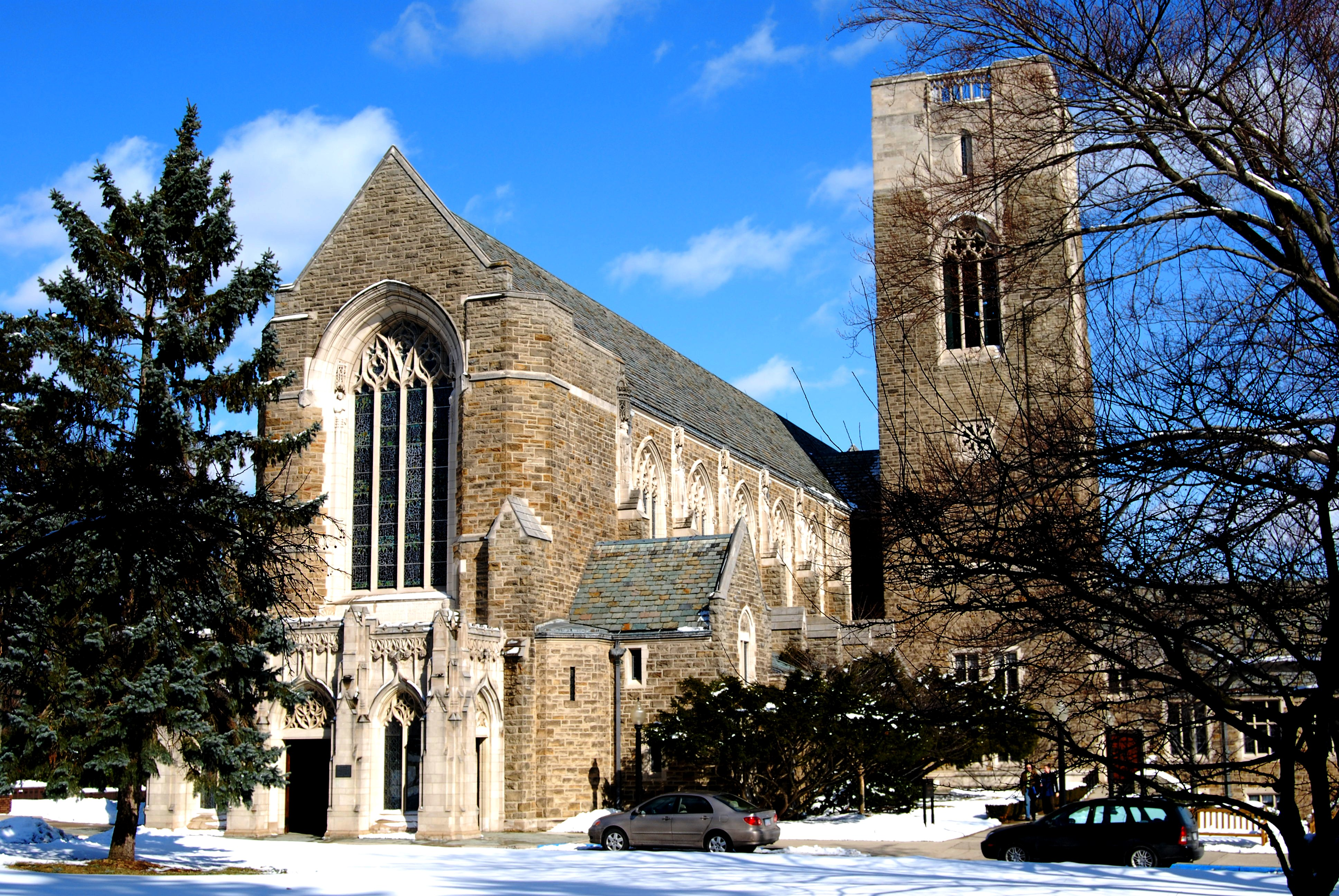
Die Christ Church Cranbrook in Bloomfield Hills

Bertram Grosvenor Goodhue (* 28. April 1869 in Pomfret, Connecticut; † 23. April 1924 in New York City) war ein US-amerikanischer Architekt und Illustrator. Er gilt als einer der bedeutendsten Vertreter der neugotischen Stilrichtung und der spanisch-mexikanischen Renaissance in den Vereinigten Staaten.
Seine Eltern waren Charles Wells Goodhue und Helen (Eldredge) Grosvenor Goodhue. Er zog 1884 nach New York, arbeitete dort bei Renwick, Aspinwall und Russell (siehe auch James Renwick, Jr.). 1897 war er Mitbegründer der Boston Arts and Crafts Society. Anschließend war Goodhue 25 Jahre lang Geschäftspartner von Ralph Adams Cram. 1915 wurde er in die American Academy of Arts and Letters gewählt.

## Werke
- 1910: Military Academy Cadet Chapel (United States Military Academy (West Point))
- 1910–1916: Leitender Architekt bei der Panama-Kalifornien Ausstellung im Balboa Park in San Diego
- 1914: California Tower
- 1925: Los Angeles Central Library
- 1919–1926: Nebraska State Capitol in Lincoln Nebraska
- 1928: Rockefeller Memorial Chapel auf dem Gelände der University of Chicago